# Жанауйым
Жанауйым (каз. Жаңаұйым) — село в Толебийском районе Туркестанской области Казахстана. Административный центр Аккумского сельского округа. Находится примерно в 5 км к юго-востоку от центра города Ленгер. Код КАТО — 515835100.

## Население
В 1999 году население села составляло 625 человек (331 мужчина и 294 женщины). По данным переписи 2009 года, в селе проживало 616 человек (303 мужчины и 313 женщин).